# Hai khảo luận về Chính quyền
Hai khảo luận về Chính quyền là một tác phẩm triết học chính trị được xuất bản ẩn danh năm 1689 bởi John Locke. Khảo luận thứ nhất tấn công chủ nghĩa gia trưởng dưới hình thức bác bỏ từng câu trong tác phẩm Patriarcha của Robert Filmer, trong khi khảo luận thứ hai phác thảo ý tưởng của Locke về một xã hội văn minh hơn dựa trên lý thuyết quyền tự nhiên và lý thuyết hợp đồng. Locke lập luận rằng một chính phủ chỉ chính danh nếu được sự chấp thuận của người dân với mục đích bảo vệ quyền sống, quyền tự do và quyền mưu cầu hạnh phúc của người dân trong xã hội. Nếu những điều kiện này không được đáp ứng, người dân có quyền phản kháng để thay đổi chính quyền ấy.